# Cazaderos
Cazaderos ist eine Ortschaft und eine Parroquia rural („ländliches Kirchspiel“) im Kanton Zapotillo der ecuadorianischen Provinz Loja. Die Parroquia besitzt eine Fläche von 118,09 km². Die Einwohnerzahl lag im Jahr 2020 schätzungsweise bei 1364.

## Lage
Die Parroquia Cazaderos liegt im Tumbes-Hügelland im äußersten Südwesten von Ecuador an der peruanischen Grenze. Das Areal liegt in Höhen zwischen 160 m und 1000 m. Der Río Puyango fließt entlang der nördlichen Verwaltungsgrenze nach Westen. Entlang der westlichen Verwaltungsgrenze fließt dessen Nebenfluss Quebrada Cazaderos nach Norden. Der etwa 230 m hoch gelegene Hauptort befindet sich an der Quebrada Cazaderos an der peruanischen Grenze 42 km nordnordwestlich vom Kantonshauptort Zapotillo.
Die Parroquia Cazaderos grenzt im Westen und im Norden an Peru sowie im Südosten an die Parroquia Mangahurco.

## Orte und Siedlungen
In der Parroquia gibt es neben dem Hauptort folgende Barrios: Boquerón, Chaguarguayco, Cruz Blanca, Garcías, Gramadales, Hacienda Vieja, Las Pampas, Las Vegas, Linderos und Progreso. 

## Geschichte
Am 19. Dezember 2011 wurde der westliche Teil der Parroquia Mangahurco ausgegliedert und bildet seither die Parroquia Cazaderos. Der Name Cazaderos ist ein Toponym, das sich auf die Jagdtätigkeit bezieht, die in der Kolonialzeit von den Gamonales und Landbesitzern ausgeübt wurde, die aus den umliegenden Ländereien, einschließlich Guayaquil, stammten. Der Reichtum an Fauna in der Gegend gab diesem Land seinen Namen. 